# Matiaz Tomlje

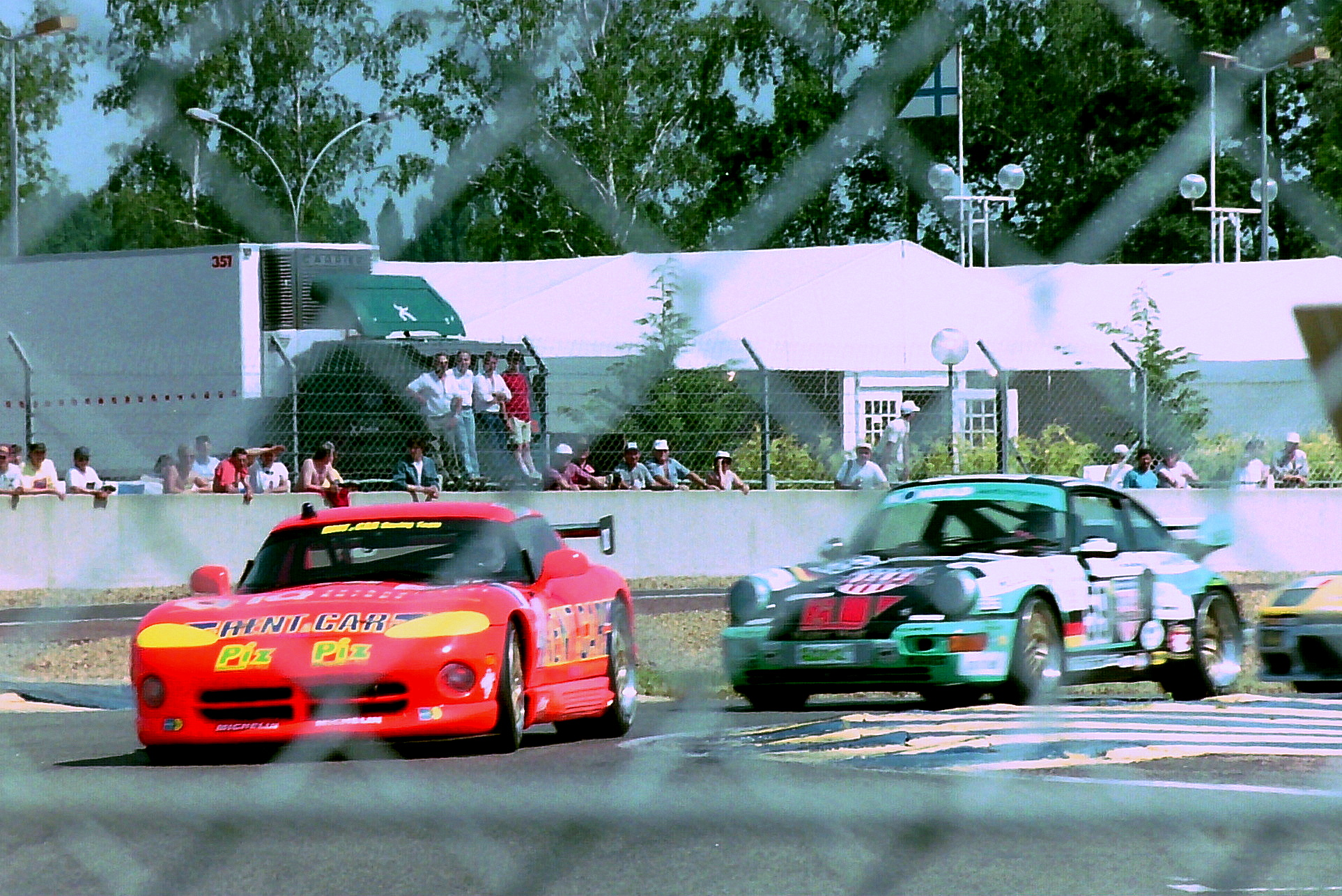
Der Porsche 964 RSR (rechts) von Cor Euser, Patrick Huisman und Matiaz Tomlje beim 24-Stunden-Rennen von Le Mans 1994

Matiaz Tomlje, auch Matjaz Tomlje (* 10. November 1954 in Novo mesto) ist ein ehemaliger slowenischer Autorennfahrer.

## Karriere
Matiaz Tomlje ist der erste und bisher einzige slowenische Rennfahrer, der am 24-Stunden-Rennen von Le Mans teilnahm. 1994 bestritt er das Rennen für Konrad Motorsport an der Seite von Cor Euser und Patrick Huisman. Das Trio erreichte auf einem Porsche 964 RSR den zehnten Rang in der Gesamtwertung. 1995 sollte Tomlje mit Eric van de Poele und Olivier Beretta in einem Courage C41 erneut in Le Mans an den Start gehen, jedoch wurde das Fahrzeug noch vor Rennbeginn wegen zu niedrigen Gewichts disqualifiziert.

## Statistik

### Le-Mans-Ergebnisse
| Jahr | Team              | Fahrzeug        | Teamkollege | Teamkollege     | Platzierung | Ausfallgrund |
| ---- | ----------------- | --------------- | ----------- | --------------- | ----------- | ------------ |
| 1994 | Konrad Motorsport | Porsche 964 RSR | Cor Euser   | Patrick Huisman | Rang 10     |              |